# Лирој Поуп Вокер
Лирој Поуп Вокер (енгл. LeRoy Pope Walker; Хантсвил, 7. фебруар 1817 — Хантсвил, 23. август 1884) био је амерички политичар и први министар рата Конфедерације.
Вокер је рођен близу Хантсвила у Алабами 1817. године, син је Џона Вилијамса Вокера и Матилде Поуп, а унук Лироја Поупа. Школовао се код куће, а онда похађа универзитете у Алабами и Вирџинији. Дана 29. јула 1850. се оженио Елизом Диксон Пикет. Активно је промовисао сецесију јужних држава.
Почетком 1861. председник Џеферсон Дејвис га је поставио на место министра рата. Био је енергичан и ватрени присталица Конфедерације, али није имао војног искуства. Стрес и тешкоће са којима се сусретао у свом кабинету озбиљно утичу на његово здравље. Почетком августа 1861, Дејвис га је охрабривао да постане представник Конфедерације у Европи; Вокер то није прихватио, а већ 16. септембра је поднео оставку на место министра. Након тога Дејвис га је унапредио у генерала војске, командовао је војним гарнизонима у Мобилу и Монтгомерију (Алабама), док није поднео оставку марта 1862. Опет ради у војсци од априла 1864. и служи као војни судија.
После рата, Вокер се вратио својој правној пракси али и даље је био заинтересован за политику. Умро је 1884. и сахрањен је на гробљу Мејпл Хил у Хантсвилу.